# شعار المكسيك
شعار المكسيك عبارة عن أسطورة الأزتك في إيجاد عاصمتهم. تقول الأسطورة أن الإله ويتزيلوبوتشتلي قاد شعب الأزتك من مساكنهم القديمة في أزتلان إلى موطنهم الجديد تينوتشتيتلان (مدينة مكسيكو حالياً)، حيث قال لهم أن موطنهم الجديد سيكون عند البقعة التي سيرون فيها نسراً يأكل ثعباناً وهو يقف على شجرة صبار نبتت من صخرة. و عندما رأى شعب الأزتك هذه الرؤية، أسسوا عاصمة حضارة الأزتك تينوتشتيتلان، و التي أصبحت فيما بعد مدينة مكسيكو.

## معرض صور

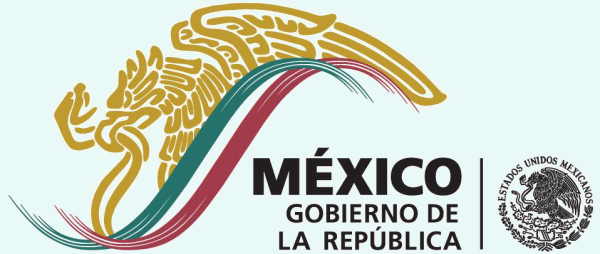